# Saperda kojimai
Saperda kojimai là một loài bọ cánh cứng trong họ Cerambycidae.